# Mario Finazzi
Mario Finazzi (Bergamo, 1910 – ...) è stato un calciatore italiano, di ruolo mediano e ala.

## Carriera
Fece il suo esordio con la Juventus contro il Genoa il 5 luglio 1928 in una sconfitta per 3-0, mentre la sua ultima partita fu contro la Cremonese il 29 giugno 1929 in un pareggio per 0-0. In due stagioni bianconere collezionò 6 presenze senza segnare.

## Statistiche

### Presenze e reti nei club
| Stagione        | Club            | Campionato          | Campionato | Campionato |
| Stagione        | Club            | Comp                | Pres       | Reti       |
| --------------- | --------------- | ------------------- | ---------- | ---------- |
| 1927-1928       | Juventus        | Divisione Nazionale | 2          | 0          |
| 1928-1929       | Juventus        | Divisione Nazionale | 4          | 0          |
| Totale Juventus | Totale Juventus |                     | 6          | 0          |
| Totale carriera | Totale carriera |                     | 6          | 0          |